# Церковь Успения Пресвятой Богородицы (Белоомут)
Церковь Успения Пресвятой Богородицы — приходской храм Луховицкого благочиннического округа Московской епархии Русской православной церкви в посёлке Белоомут Луховицкого района Московской области.
Каменная кладбищенская церковь в честь Успения Пресвятой Богородицы была построена в 1840 году на южной окраине села Нижний Белоомут. Церковь выполнена в стиле классицизма, построена из кирпича, имеет один купол и невысокую колокольню. Закрыта в 1930-х годах.
Церковь возвращена верующим и вновь открыта в 1991 году, отремонтирована в 2002 году.